# William McCartney
William McCartney – szkocki trener, syn piłkarza i trenera Williama Johna McCartneya.
William McCartney karierę trenerską rozpoczął w 1919, kiedy to przejął po ojcu posadę trenera Heart of Midlothian F.C. McCartney prowadził zespół Hearts przez 16 sezonów, aż do 1935. W 1936 Szkot objął posadę trenera lokalnego rywala Hearts – Hibernian F.C., prowadząc ten zespół do 1948.